# Spilosoma nigrocincta
Spilosoma nigrocincta là một loài bướm đêm thuộc phân họ Arctiinae, họ Erebidae.